# Juwon Oshaniwa
Juwon Oshaniwa (Ilorin, 14 september 1990) is een Nigeriaans voormalig voetballer die als linkerverdediger speelde.

## Clubcarrière
Oshaniwa speelde tot 2012 in Nigeria voor achtereenvolgens Kwara United, Lobi Stars en Sharks FC. Daarna speelde hij in Israël voor MS Ashdod, waarna hij in 2015 een contract tekende bij Heart of Midlothian FC. Zijn laatste club was  Akwa United FC.

## Interlandcarrière
Hij debuteerde in 2012 in het Nigeriaans voetbalelftal en maakte deel uit van de selectie van de door Nigeria gewonnen African Cup of Nations 2013. Oshaniwa is opgenomen in de definitieve selectie voor het wereldkampioenschap voetbal 2014.